# Scary Monsters and Nice Sprites (album)
Scary Monsters and Nice Sprites is het derde ep van de Amerikaanse dubstepartiest Skrillex, het is opgenomen in 2010 en Engelstalig. Skrillex is tevens de producer van de ep.

## Tracklist
| 1.                 | Rock N' Roll (Will Take You To The Mountain)      | 4:44 |
| 2.                 | Scary Monsters and Nice Sprites                   | 4:03 |
| 3.                 | Kill EVERYBODY                                    | 4:58 |
| 4.                 | All I Ask of You (featuring Penny)                | 5:40 |
| 5.                 | Scatta (featuring Foreign Beggars and Bare Noize) | 3:55 |
| 6.                 | With You, Friends (Long Drive)                    | 6:29 |
| 7.                 | Scary Monsters and Nice Sprites (Noisia Remix)    | 3:24 |
| 8.                 | Scary Monsters and Nice Sprites (Zedd Remix)      | 5:58 |
| 9.                 | Kill EVERYBODY (Bare Noize Remix)                 | 4:41 |
| Totale duur: 44:02 |                                                   |      |